# Apeadero de Cerejo
El Apeadero de Cerejo es una plataforma desactivada de la línea de Beira Alta, que servía a la parroquia de Cerejo, en el distrito de Guarda, en Portugal.

## Características
En 1984, tenía la categoría de parada, y era utilizado por servicios regionales y semidirectos.

## Historia
La línea de Beira Alta fue totalmente inaugurada el 3 de agosto de 1882, por la Compañía de los Caminhos de Ferro Portugueses de Beira Alta.
En 1932, la Compañía de Beira Alta construyó una plataforma en este apeadero.